# Biskupi Feldkirch
Biskupi Feldkirch – lista biskupów: sufraganów Brixen, którzy między 1820 a 1921 rokiem piastowali funkcję wikariusza generalnego Vorarlbergu oraz administratorów apostolskich, a następnie ordynariuszy Innsbruck-Feldkirch, w tym w latach 1936–1938 biskupów pomocniczych i wikariuszy generalnych Vorarlbergu, a od 1968 roku biskupów ordynariuszy Feldkirch.

## Biskupi pomocniczy Brixen i wikariusze generalni Feldkirch (1820-1921)
- 1820–1829: bp Bernhard Galura(inne języki)
- 1832–1834: bp Johann Nepomuk von Tschiderer
- 1836–1861: bp Georg Prünster(inne języki)
- 1862–1865: bp Joseph Feßler(inne języki)
- 1865–1882: bp Johann Nepomuk Amberg(inne języki)
- 1882–1884: bp Simon Aichner(inne języki)
- 1885–1907: bp Johann Zobl
- 1908–1912: bp Franz Egger(inne języki)
- 1913–1921: bp Sigismund Waitz

## Administratorzy Apostolscy Innsbruck-Feldkirch (1921-1964)
- 1921–1938: bp Sigismund Waitz
- 1938–1964: bp Paulus Rusch

### Biskupi pomocniczy i wikariusze generalni Feldkirch
- 1936–1955: bp Franz Tschann(inne języki)
- 1955–1964: bp Bruno Wechner

## Biskupi Innsbruck-Feldkirch (1964-1968)
- 1964–1968: bp Paulus Rusch

### Biskupi pomocniczy i wikariusze generalni Feldkirch
- 1964–1968: bp Bruno Wechner

## Biskupi Feldkirch (od 1968)
- 1968–1989: bp Bruno Wechner
- 1989–2004: bp Klaus Küng
- 2005–2011: bp Elmar Fischer
- od 2013: bp Benno Elbs (od 2011 jako administrator apostolski)